# Весбі
Весбі (нім. Weesby), також Весбю (дан. Vesby) — громада в Німеччині, розташована в землі Шлезвіг-Гольштейн. Входить до складу району Шлезвіг-Фленсбург. Складова частина об'єднання громад Шаффлунд.
Площа — 21,45 км2. Населення становить 426 ос. (станом на 31 грудня 2020).